# Злетовска река
Злетовска река (Злетовшица) је река у Северној Македонији и десна притока Брегалнице.
Извире са Осоговске планине (Чатал чесма 1.958 m, Каменита чесма 1.882 m).
Јужно од села Уларци налази се ушће Злетовске реке у Брегалницу.